# Гриньковский сельский совет (Лановецкий район)
Гриньковский сельский совет (укр. Гриньківська сільська рада) — входит в состав
Лановецкого района
Тернопольской области
Украины.
Административный центр сельского совета находится в 
с. Гриньки.

## Населённые пункты совета
- с. Гриньки
- с. Грибова
- с. Козачки